# Epitonium angustum
Epitonium angustum is een slakkensoort uit de familie van de Epitoniidae. De wetenschappelijke naam van de soort is voor het eerst geldig gepubliceerd in 1861 door Dunker.